# Büyuk Han
Büyük Han (lit. tur. "La Gran Posada", gr. Μεγάλο Χάνι) es el caravasar más grande de Chipre y está ubicado en Nicosia. Está considerado como uno de los edificios más magníficos e importantes del período otomano en la isla.

## Historia
Construido en el distrito del bazar en 1572, un año después de la captura de Chipre por los turcos otomanos, se considera su edificio más antiguo en la isla. La construcción fue encargada por el primer gobernador de Chipre, Mustafa Lala Pasha. Hay un documento de archivo del que se sabe que Mustafa Pasha el 18 safar 979 (es decir, el 12 de julio de 1571) le pidió a un arquitecto de Estambul que "reconstruyera los castillos de Chipre". Un arquitecto llamado Bostan fue enviado para este fin. Es posible que el mismo arquitecto también construyera Büyük Han. Otras fuentes, como el arqueólogo turco Tuncer Bağışkan, afirman que el constructor fue Sinan Pasha.
El caravasar se conocía inicialmente como Yeni Han, o "Nueva Posada" o bien como Alanyalılar Hanı ("Posada de los de Alanya"), porque era visitado por comerciantes locales. En el siglo XVII, se construyó un Kumarcilar Han más pequeño frente a la plaza Asmaaltı, y desde entonces Yeni Han comenzó a llamarse "La Gran Posada". Cuando Chipre quedó bajo el dominio británico en 1878, la posada se convirtió en prisión y sirvió como tal hasta 1903. Entre los años 1903-1947 volvió a funcionar como posada y se alquiló a familias pobres. En 1962, debido a problemas estructurales y condiciones insalubres, los habitantes fueron desalojados, y un año después se iniciaron los trabajos de restauración, que no se completaron. Se empezaron de nuevo en 1982 y se terminaron en 2002.

## Arquitectura
Büyük Han es un edificio de piedra de dos pisos de planta rectangular (50,67 por 45,25 m). En la planta baja había almacenes, y el primer piso estaba destinado a habitaciones para mercaderes y peregrinos. Pórticos abiertos (riwaq) sostenidos por columnas de piedra rodean un patio cuadrangular, en medio del cual se construyó una mezquita octogonal sostenida por 6 pilares y cubierta con una cúpula (los otros dos pilares son reemplazados por escaleras que conducen al primer piso). En el siglo XIX, se construyó un depósito de agua debajo de la mezquita. La entrada principal en forma de eivan ubicada en el muro este conduce al patio. Probablemente se utilizó material de edificios más antiguos para su construcción. La segunda entrada, más modesta, está en el muro occidental. Hay escaleras que conducen al primer piso en las cuatro esquinas del patio. Las estancias de la primera planta se cubren con bóveda de crucería y los pórticos con bóveda de crucería. Cada una de las habitaciones está equipada con una chimenea hexagonal u octogonal. Su forma y origen no están suficientemente documentados.

## Uso
Después de la renovación, el monumento se convirtió en un lugar importante en el mapa cultural de la ciudad. En la planta baja, en el lugar de las antiguas caballerizas y almacenes, se han abierto cafeterías y varias tiendas de artesanía. Las habitaciones del primer piso están ocupadas por artesanos.

## Galería de imágenes

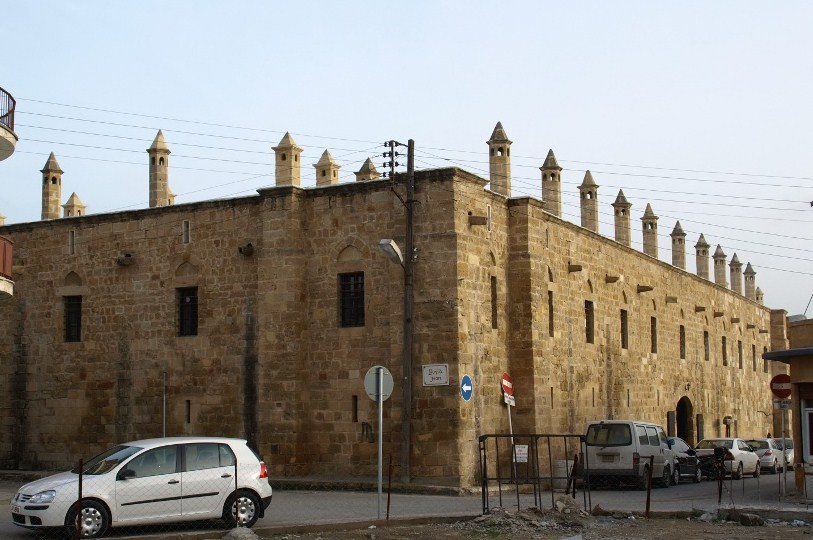
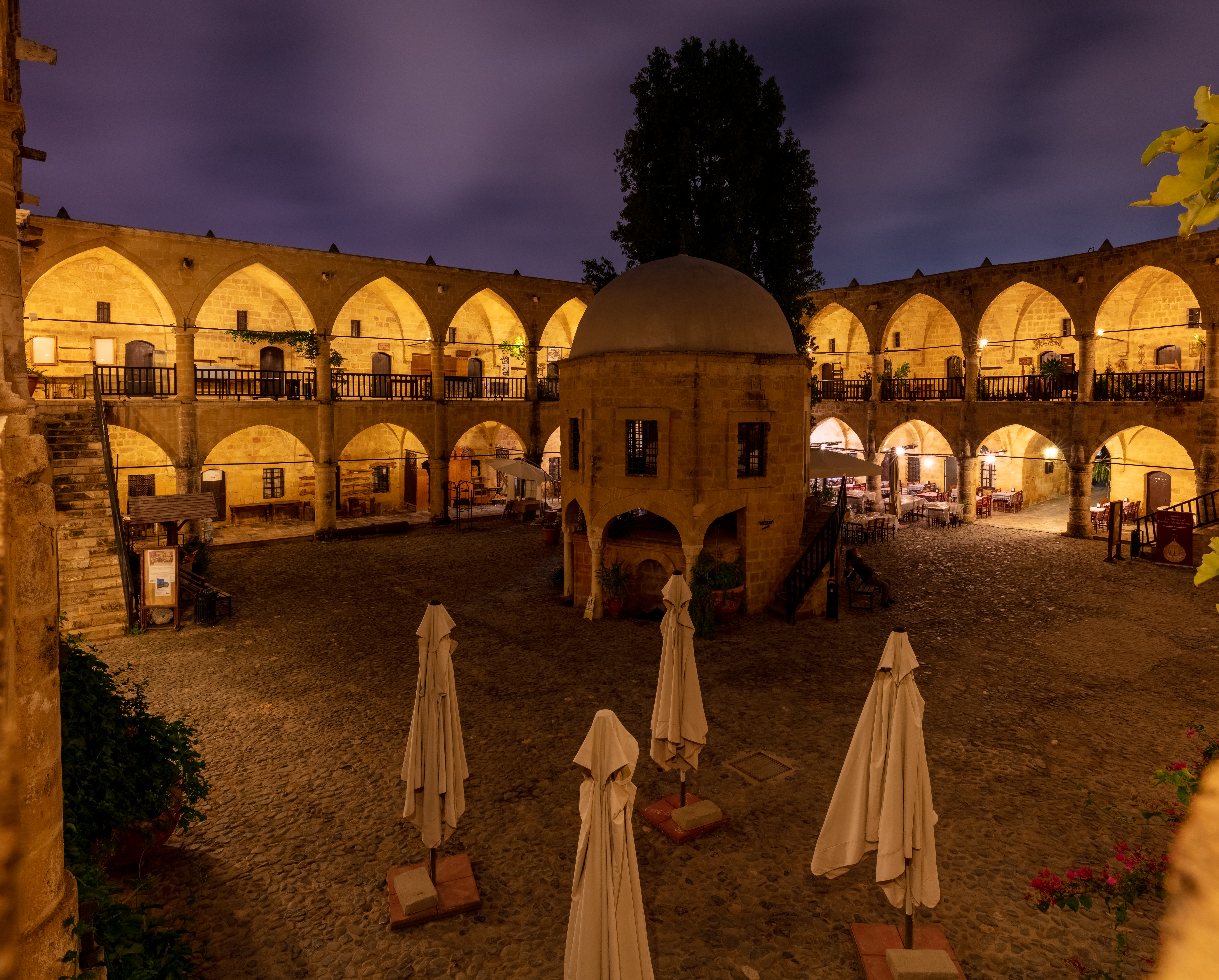
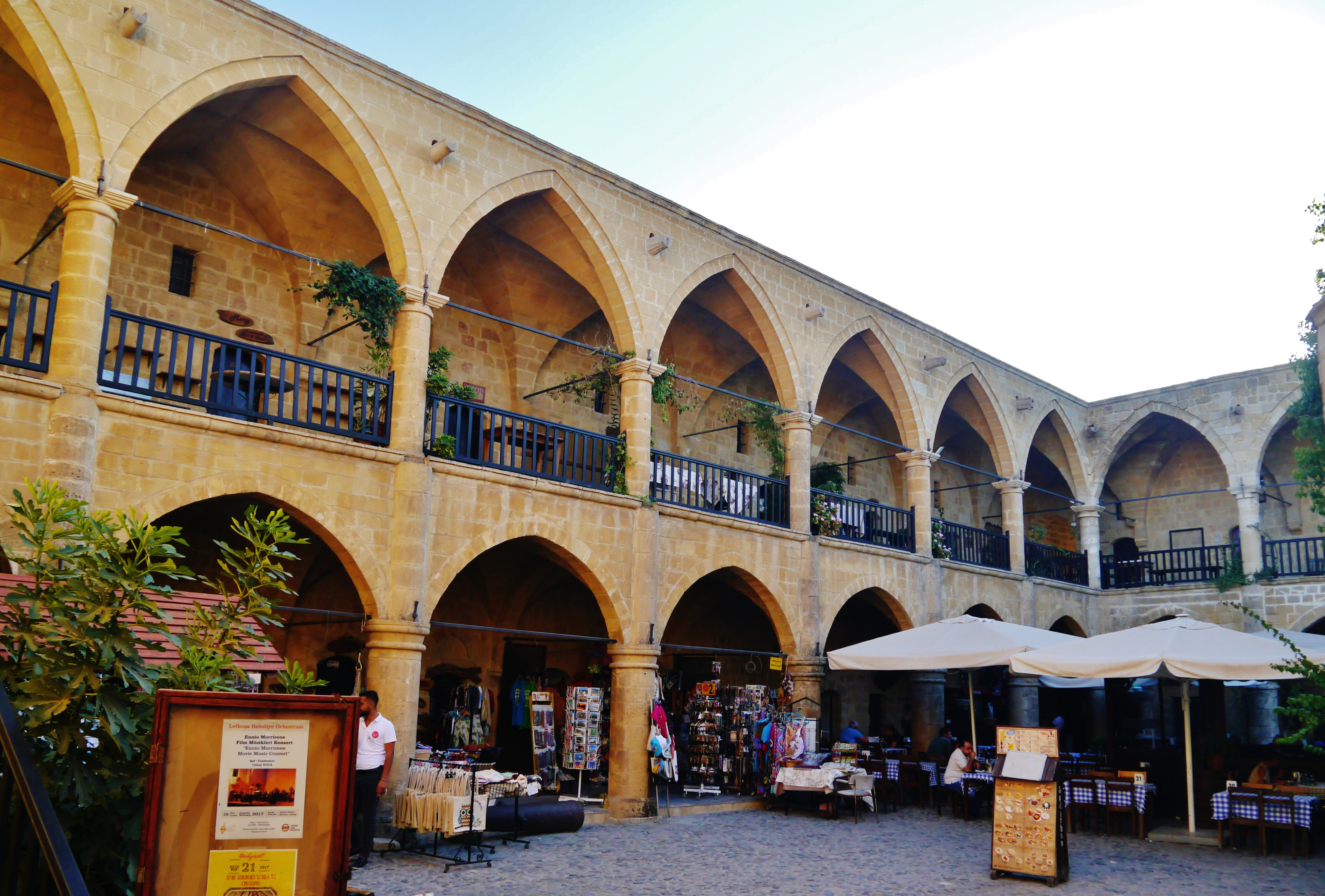
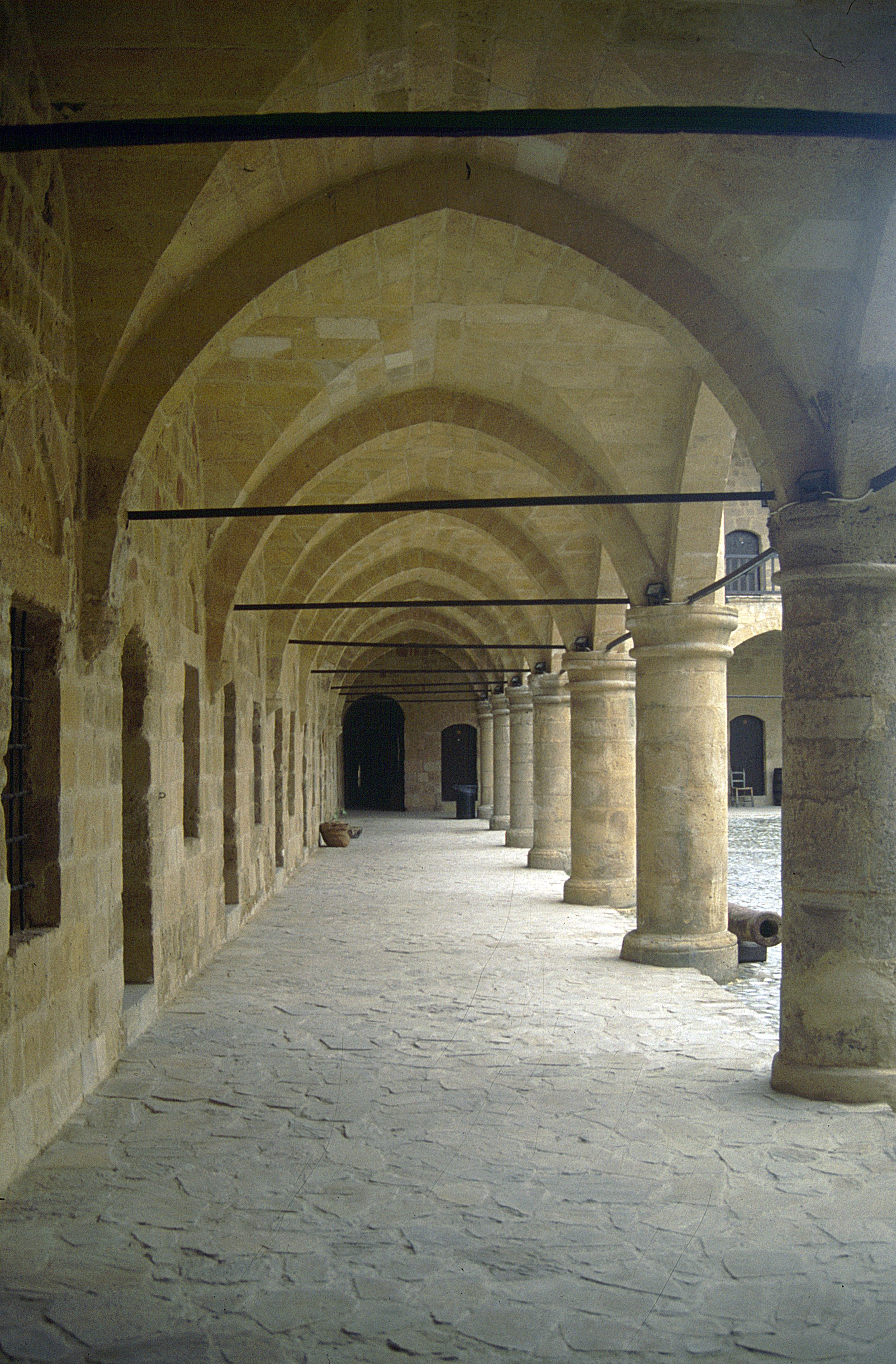
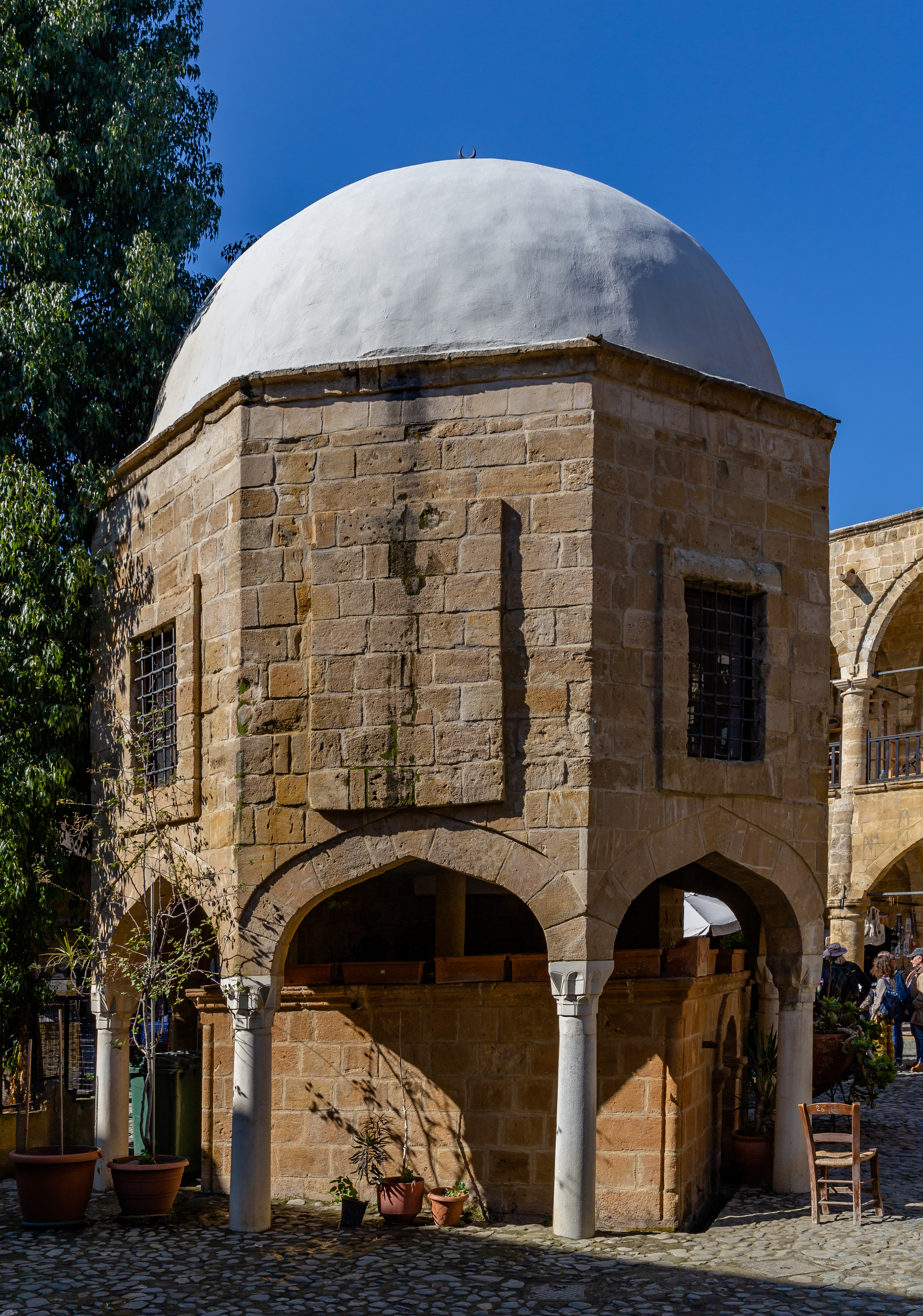